# الدوري النمساوي 2000–01
بوندسليغا النمسا لكرة القدم 2000-01 (بالألمانية: Österreichische Fußballmeisterschaft 2000/01)‏ هو الموسم 90 من  بوندسليغا النمسا لكرة القدم. أشرف على تنظيمه اتحاد النمسا لكرة القدم، وكان عدد الأندية المشاركة فيه  10، وفاز فيه نادي تيرول إنسبروك.